# Bibikovana smitiana
Bibikovana smitiana är en loppart som först beskrevs av Holland 1969.  Bibikovana smitiana ingår i släktet Bibikovana och familjen Pygiopsyllidae. Inga underarter finns listade i Catalogue of Life.